# Arlind Ajeti
Arlind Afrim Ajeti (Bázel, 1993. szeptember 25. –) svájci születésű albán válogatott labdarúgó, a Frosinone játékosa.
Az albán válogatott tagjaként részt vett a 2016-os Európa-bajnokságon.

## Sikerei, díjai
Basel
- Svájci bajnok (4): 2011–12, 2012–13, 2013–14, 2014–15
- Svájci kupadöntős (1): 2011–12